# Kapparot

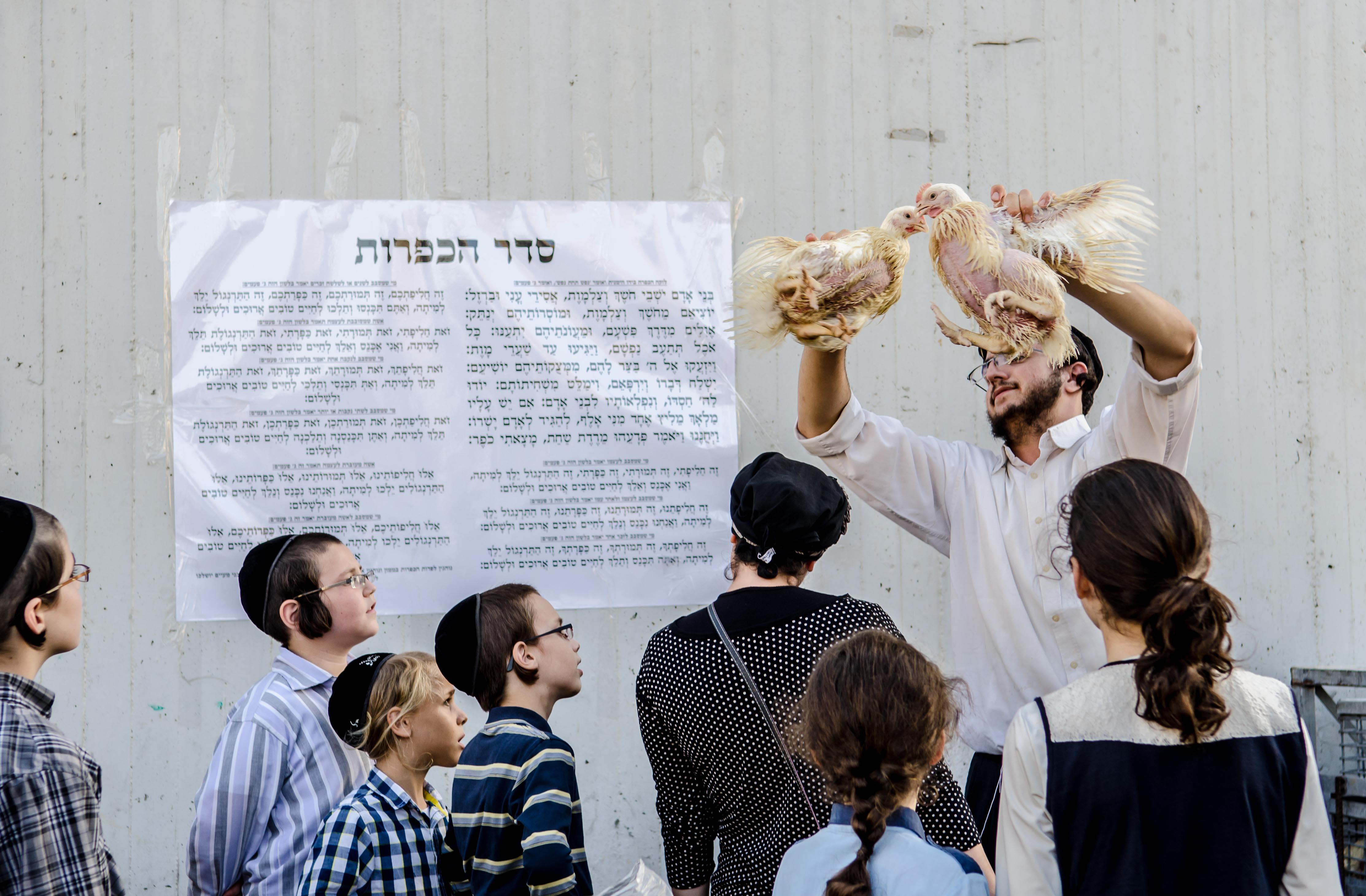
Kapparot in Bnei Brak

Kapparot (hebr. Sühnungen), Kappores schlagen oder Hühnerschwenken ist ein von einem Teil der Juden begangenes Opfer-Ritual am Vorabend des Versöhnungstages (Jom Kippur) (hebräisch יוֹם כִּפּוּר). Hierbei wird zur Sühne ein lebendes Huhn über dem Kopf einer Person geschwenkt und das Huhn danach geschlachtet.

## Durchführung und Geschichte
Verwendet wird ein Hahn oder eine Henne, je nach Geschlecht des Menschen. Eine schwangere Frau nimmt beide. Weiße Hühner sind als Zeichen für die Vergebung von Sünden erwünscht, es geht aber auch ohne sie. Anstelle von Hühnern kann man aber auch Münzen an die Armen verteilen. Auch die zur Sühne genommenen Hühner werden anschließend an die Armen verteilt.
Der Brauch stammt aus der jüdischen Diaspora im mittelalterlichen Persien des siebenten Jahrhunderts. Er wird von einem Satz im jüdischen Gebetbuch hergeleitet, weil das hebräische Wort גבר sowohl Mensch als auch Hahn bedeuten kann. Ein Hahn wird gedacht als religiös-spiritueller Stellvertreter für einen Menschen. Man schwenkt Hahn oder Henne um den Kopf und sagt dreimal: „Das ist mein Stellvertreter. Das ist mein Auslöser. Das ist meine Sühne. Dieses Huhn / oder dieser Hahn / geht dem Tode entgegen, ich aber gehe einem guten Leben und Frieden entgegen.“ Für eine ganze Familie reichen zwei Hühner zur Sühne: ein Hahn für alle männlichen Familienmitglieder und eine Henne für alle weiblichen.
Jüdische Gelehrte, etwa Maimonides, untersagten diese Sitte, ebenfalls der Schulchan Aruch, weil er heidnischen Ursprungs sei und Aberglauben stärken könne. Andere Gelehrte wie Moses Isserles befürworteten Kapparot. Die Praxis wurde von den aschkenasischen Juden Osteuropas weitgehend akzeptiert und hält sich auch bei ultraorthodoxen Juden in neuerer Zeit.